# Philip Seymour Hoffman
Philip Seymour Hoffman (23. července 1967 Fairport, New York, USA – 2. února 2014 Manhattan, New York, USA) byl americký filmový herec, režisér a producent. Byl nejlépe známý pro jeho specifický styl hraní, kdy hrál většinou tyrany a nepřizpůsobivé hrdiny. Byl nominován na mnoho ocenění; získal Zlatý glóbus za film Capote a další ocenění za tento film, dále pak ocenění za film Magnolia nebo za Talentovaný pan Ripley.

## Osobní život

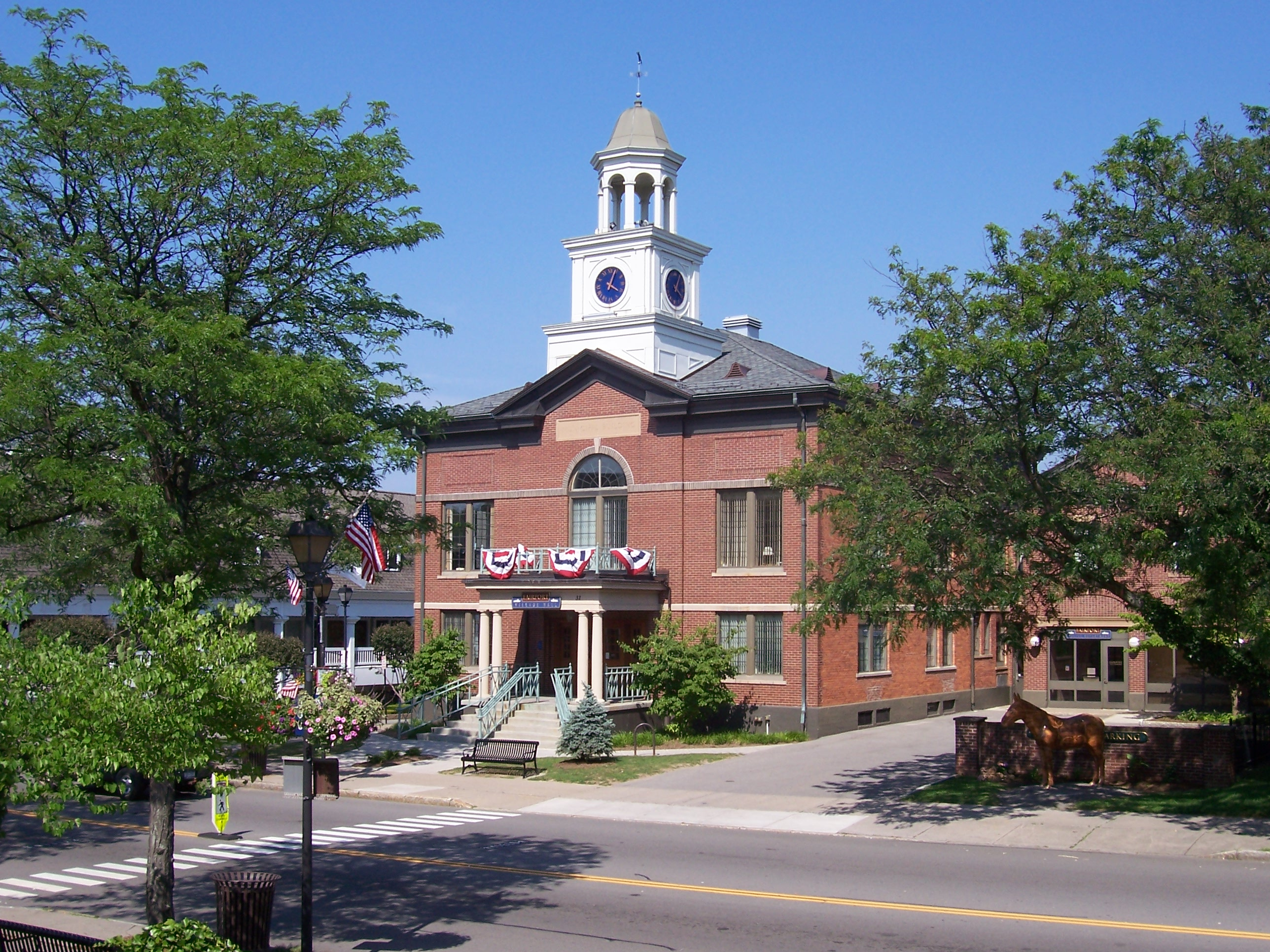
Hoffmanovo rodné město

Hoffman se narodil 23. července 1967 v Rochesteru na předměstí Fairport v New Yorku. Jeho matka, Marilyn O'Connor (rozená Loucks), pocházela z nedalekého Waterloo a pracovala jako učitelka na základní škole, pak se ale stala právničkou a nakonec soudkyní. Jeho otec, Gordon Stowell Hoffman, pocházel z New Yorku,a pracoval pro společnosti Xerox Corporation. Philip měl dvě sestry, Jill a Emily, a bratra Gordona, který se později stal spisovatelem.

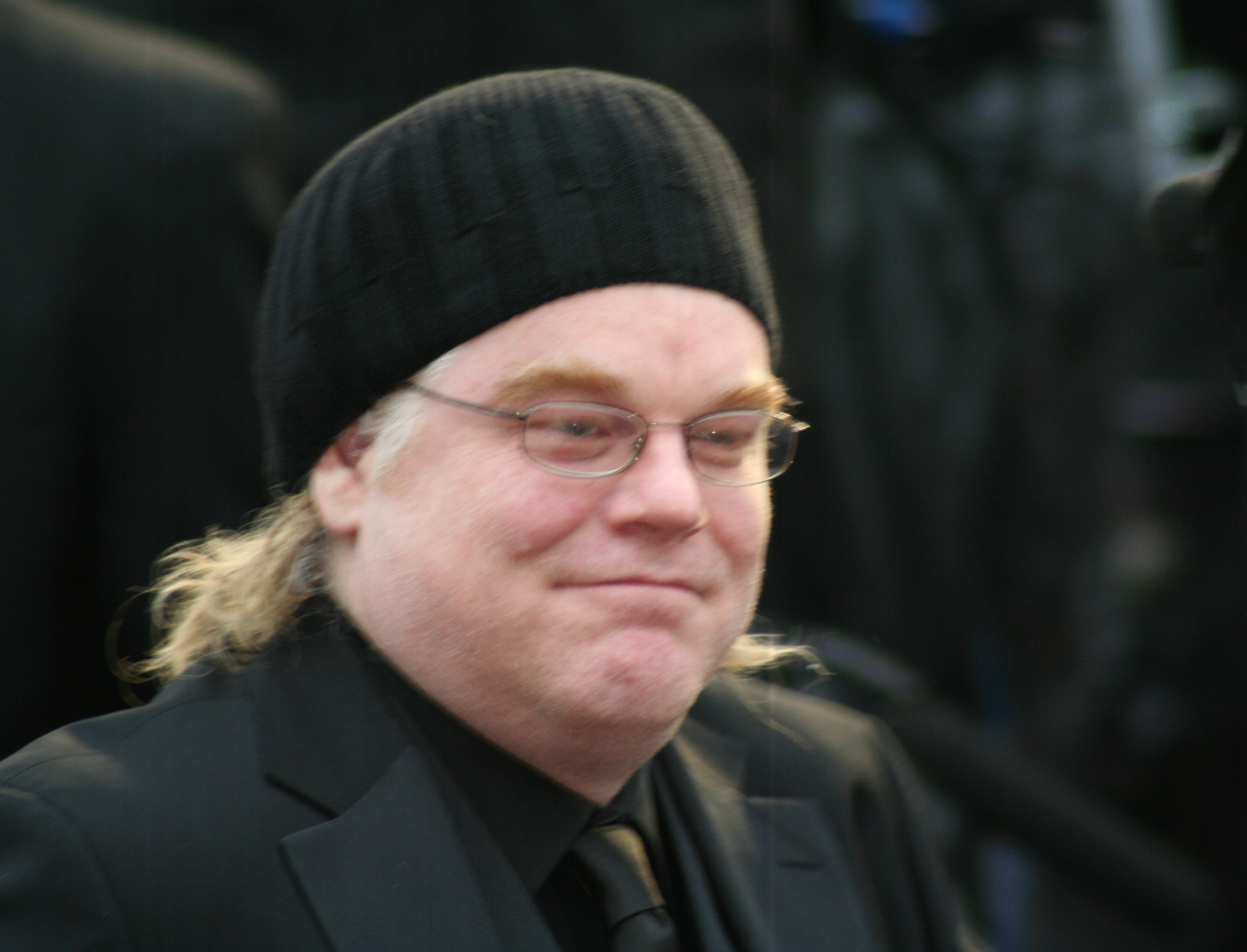
Philip na 81. udělování cen Akademie

Hoffman se narodil do římskokatolické rodiny, ale jeho výchova nebyla příliš nábožensky zaměřená. Jeho rodiče se rozvedli, když mu bylo 9 let a Philip i se svými sourozenci proto vyrůstal jen s matkou.
Philip měl rád sport, především baseball. Ve 14 letech ale utrpěl zranění krku, kvůli kterému dále sportovat nemohl, a tehdy prý začal uvažovat o herectví. V brzké době se začal věnovat i činohře. Nakonec úspěšně vystudoval Newyorskou univerzitu umění (The New York University Tisch School of the Arts).
Oženil se s výtvarnicí Mimi O'Donnell, se kterou žil v New Yorku a se kterou měl tři děti: syna Coopera (2003), dceru Tallulah (2006) a další dceru jménem Willa (2008). Na podzim 2013 už ale s Mimi žili odděleně.

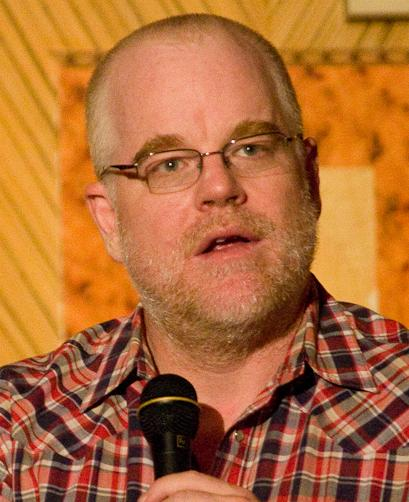
Philip Hoffman v září roku 2010

Philip Hoffman měl také problémy s drogovou závislostí. Po jeho promoci v roce 1989, když mu bylo 22 let, vstoupil do rehabilitačního programu a zůstal "čistý" dalších 23 let. Přesto ve věku 46 let, tedy v roce 2014, zemřel na předávkování. Byl nalezen v koupelně svého přítele z branže; scenáristy David Bara. Vyšetřující policisté zde našli injekční stříkačku a později bylo prokázáno, že zemřel na předávkování heroinem, kokainem a amfetaminem. Po jeho smrti jej The New York Times popsali jako "snad nejambicióznějšího a nejobdivovanějšího amerického herce své generace".

## Kariéra
Svoji filmovou kariéru začal v roce 1991 epizodě krimi seriálu Zákon a pořádek (Law & Order), kde si zahrál krátkou scénku. Další role následovaly: Vůně ženy, Muž zázraků, Můj nový revolver... Většinou se ale jednalo jen o vedlejší role. Mezi jeho největší role patřil film Capote, za který získal několik ocenění, dále pak Magnolia, Hunger games a Piráti na vlnách. Zemřel v době natáčení Hunger games: Síla vzdoru 1. část a to sedm dní před ukončením natáčení.
Hrál ve filmech se slavnými herci, jako je Al Pacino, Tom Hanks, Julia Roberts, Emily Watson, Adam Sandler, Ben Stiller a dalšími.

## Filmografie
| Rok  | Název                             | Role                      | Poznámky                         |
| ---- | --------------------------------- | ------------------------- | -------------------------------- |
| 1992 | Vůně ženy                         | George Willis jr.         |                                  |
| 1992 | Můj nový revolver                 | Chris                     |                                  |
| 1992 | Muž zázraků                       | Matt                      |                                  |
| 1993 | Prachy za nic                     | Cochran                   |                                  |
| 1993 | Můj chlapec se vrátil             | Chuck Bronski             |                                  |
| 1994 | Útěk do Mexika                    | Frank Hansen              |                                  |
| 1994 | Nejsem blázen                     | Raymer                    |                                  |
| 1994 | Když muž miluje ženu              | Gary                      |                                  |
| 1996 | Twister                           | Dustin „Dusty“ Davis      |                                  |
| 1997 | Hříšné noci                       | Scotty J.                 |                                  |
| 1998 | Štěstí                            | Allen                     |                                  |
| 1998 | Příští stanice Ráj                | Sean                      |                                  |
| 1998 | Montana                           | Duncan                    |                                  |
| 1998 | Doktor Flastr                     | Mitch Roman               |                                  |
| 1998 | Big Lebowski                      | Brandt                    |                                  |
| 1999 | Talentovaný pan Ripley            | Freddie Miles             |                                  |
| 1999 | Magnolia                          | Phil Parma                |                                  |
| 1999 | Bezva polda                       | Rusty Zimmerman           |                                  |
| 2000 | Velké trable malého města         | Joseph Turner White       |                                  |
| 2000 | Na pokraji slávy                  | Lester Bangs              |                                  |
| 2002 | Červený drak                      | Freddy Lounds             |                                  |
| 2002 | Opilí láskou                      | Dean Trumbell             |                                  |
| 2002 | Milovat Lizu                      | Wilson Joel               |                                  |
| 2002 | 25. hodina                        | Jacob Elinsky             |                                  |
| 2003 | Případ Mahowny                    | Dan Mahowny               |                                  |
| 2003 | Návrat do Cold Mountain           | reverend Veasey           |                                  |
| 2004 | Riskni to s Polly                 | Sandy Lyle                |                                  |
| 2005 | Capote                            | Truman Capote             | také výkonný producent           |
| 2006 | Mission: Impossible III           | Owen Davian               |                                  |
| 2007 | Soukromá válka pana Wilsona       | Gust Avrakotos            |                                  |
| 2007 | Než ďábel zjistí, že seš mrtvej   | Andy Hanson               |                                  |
| 2007 | Divoši                            | Jon Savage                |                                  |
| 2008 | Synecdoche, New York              | Caden Cotard              |                                  |
| 2008 | Pochyby                           | Otec Brendan Flynn        |                                  |
| 2009 | Mary a Max                        | Max Jerry Horowitz (hlas) |                                  |
| 2009 | Piráti na vlnách                  | hrabě                     |                                  |
| 2009 | Umění lhát                        | barman Jim                |                                  |
| 2010 | Jack se chystá vyplout            | Jack                      | také režisér a výkonný producent |
| 2011 | Moneyball                         | Art Howe                  |                                  |
| 2011 | Den zrady                         | Paul Zara                 |                                  |
| 2012 | Poslední kvartet                  | Robert Gelbart            |                                  |
| 2012 | Mistr                             | Lancaster Dodd            |                                  |
| 2013 | Hunger Games: Vražedná pomsta     | Plutarch Heavensbee       |                                  |
| 2014 | Nejhledanější muž                 | Günther Bachmann          |                                  |
| 2014 | Hunger Games: Síla vzdoru 1. část | Plutarch Heavensbee       |                                  |
| 2015 | Hunger Games: Síla vzdoru 2. část | Plutarch Heavensbee       |                                  |

## Soukromý život
Jeho dlouholetou partnerkou byla Mimi O'Donnell, se kterou měl tři děti.
Důvodem smrti Hoffmana, který již dříve přiznával problémy s návykovými látkami a alkoholem, bylo pravděpodobně předávkování drogami.